# Lý thuyết âm nhạc
Lý thuyết âm nhạc (tức nhạc lý) là ngành nghiên cứu các cách thực hành âm nhạc thực tế. Nói chung, nó bắt nguồn từ sự quan sát làm cách nào mà nhạc công và nhà soạn nhạc có thể tạo ra âm nhạc. Người ta thường dùng thuật ngữ này để miêu tả môn học thuật về phân tích các yếu tố căn bản của âm nhạc như cao độ, nhịp điệu, hòa âm và thể thức. Do khái niệm về những thứ hợp thành âm nhạc càng ngày càng mở rộng nên lý thuyết âm nhạc còn được hiểu là sự xem xét tất cả các hiện tượng âm thanh có liên quan đến âm nhạc.
Nhạc lý thường được thể hiện dưới dạng tài liệu viết, nhưng không nhất thiết phải vậy. Những nhạc cụ cổ ở Ai Cập cổ đại, các di chỉ thời tiền sử ở Đức, Ireland và Trung Quốc hé lộ các chi tiết về sự hình thành âm nhạc từ chúng và qua đó còn cho thấy những lý thuyết âm nhạc dùng để tạo nên những thứ âm nhạc đó. Ví dụ, một chiếc sáo niên đại 35.000 năm làm bằng xương kền kền ở Đức có bốn lỗ để đặt ngón tay đã cho thấy hiểu biết về quãng, âm giai,... Ở Phi châu, Trung Quốc, Nhật Bản, Trung Đông và Ấn Độ, nguồn cội lâu dài và sâu sắc của nhạc lý thể hiện rõ ràng trên các nhạc cụ, qua lời truyền miệng và trong cách thức sáng tác nhạc hiện tại. Nhiều nền văn hóa trên thế giới qua các thời đại - ít nhất là từ thời văn minh Lưỡng Hà và Ai Cập. - đã nghiên cứu nhạc lý theo cách chính thức hơn, như dưới dạng chuyên luận về nhạc hoặc quy tắc ký hiệu nhạc

## Kiến thức căn bản

### Cao độ
Cao độ là độ cao hay thấp của một tông. Tần số của một sóng âm thanh sinh ra cao độ có thể được đo đạc một cách chính xác, nhưng việc cảm nhận được cao độ của một nốt nhạc phức tạp hơn vì một nốt thường là một sự hỗn hợp phức tạp của rất nhiều tần số. Từ đó, các nhà lý thuyết thường cho rằng cao độ chỉ là một cảm nhận mang tính chất chủ quan thay vì khách quan.

### Trường độ
Trường độ là một khoảng thời gian cụ thể, được tính bằng phách. Nó chính là độ dài của một nốt nhạc tùy thuộc vào thời gian tồn tại của sóng âm trong không khí. Trường độ là một đặc tính của nốt và cũng là một trong những nền tảng của nhịp điệu.